# Sonia Pierre
Solange Pierre, conosciuta come Sonia Pierre (Villa Altagracia, 4 luglio 1963 – Villa Altagracia, 4 dicembre 2011), è stata un'avvocatessa e attivista dominicana. 
Ha combattuto per porre fine all'antihaitianismo, il fenomeno di discriminazione contro gli individui di origine haitiana nati ad Haiti o nella Repubblica Dominicana. Nel 2006 viene fregiata del premio Robert F. Kennedy Human Rights Award.

## Biografia
Sonia Pierre nasce a Villa Altagracia nella Provincia di San Cristóbal in Repubblica Dominicana da genitori di origine haitiana. Il padre entra nel territorio dominicano clandestinamente, mentre la madre riesce ad ottenere un permesso lavorativo regolare nel 1957, non facendo però mai ritorno ad Haiti, nemmeno dopo la scadenza del documento. Insieme ai 12 fratelli cresce in un batey, dove molti immigrati in Repubblica Dominicana, di origine haitiana, vivono. Il certificato di nascita riporta il suo nome come Solain Pie, ma secondo Pierre "è il risultato di un errore di un impiegato del governo". La sua nazionalità è stata contestata varie volte dalla Junta Central Electoral dominicana, sulla base del fatto che il suo certificato di nascita sia contraffatto, lo stato di residenza dei suoi genitori haitiani e la mancanza di documenti probatori da Haiti. 
All'età di 13 anni diviene un'attivista, venendo arrestata per aver organizzato una protesta, della durata di cinque giorni, da parte dei lavoratori della canna da zucchero in uno dei bateyes più poveri del paese. Tuttavia, grazie al suo arresto, la protesta attira sufficientemente l'attenzione dell'opinione pubblica costringendo la politica locale a soddisfare le richieste dei lavoratori, ovvero ripittura degli alloggi, strumenti di lavoro migliori e aumenti di stipendio.
Nel 1983 Pierre fonda e guida l'organizzazione non governativa "Movement for Dominican Women of Haitian Descent" (MUDHA), che mira a porre fine all'antihaitianismo o ai pregiudizi contro individui di Haiti o persone di origine haitiana nella Repubblica Dominicana.

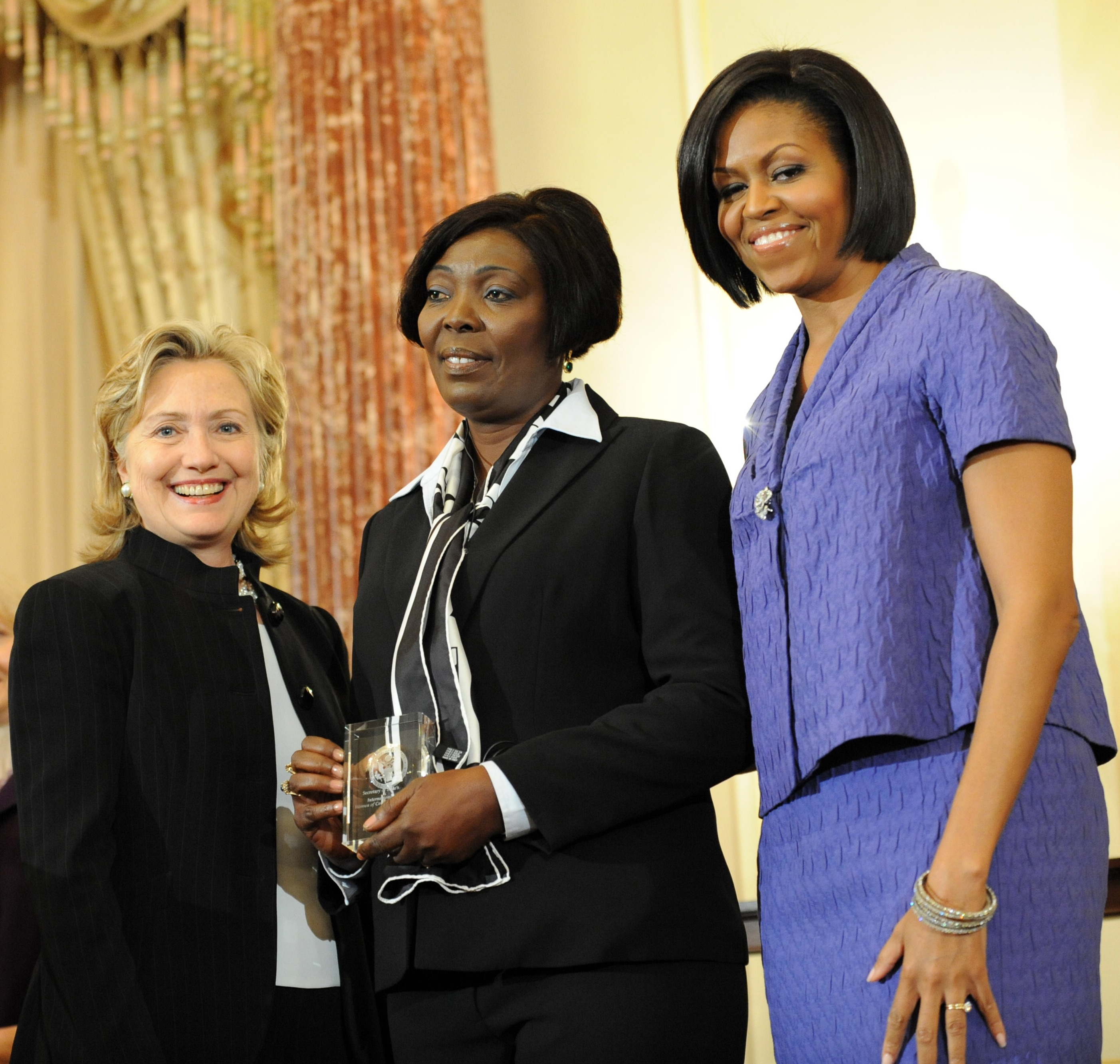
Il Segretario di Stato americano Hillary Clinton e la First Lady Michelle Obama premiano Sonia Pierre agli International Women of Courage Awards 2010 presso il Dipartimento di Stato degli Stati Uniti, Washington, 10 marzo 2010

Per il suo continuo lavoro, nel 2002 riceve una candidatura per l'UNESCO Prize for Human Rights Education e nel 2003 vince il premio Ginetta Sagan Fund. 
Nel 2005, Pierre presenta una petizione alla Corte interamericana dei diritti umani sul caso di due bambini di etnia haitiana a cui vengono negati i certificati di nascita dominicani. Il caso, denominato "Yean e Bosico c. Repubblica Dominicana" (dai cognomi dei due bambini), è una vittoria per Pierre e la sentenza "conferma le leggi sui diritti umani che proibiscono la discriminazione razziale nell'accesso alla nazionalità e alla cittadinanza", costringendo il governo dominicano a rilasciare i due certificati di nascita. Tuttavia nonostante la sentenza, la Corte Suprema dominicana stabilisce successivamente che i lavoratori haitiani che utilizzano visti di lavoro vengono considerati "in transito" o "non legalmente nel paese" e che i loro figli non avevano quindi diritto alla cittadinanza.
Nel 2006 vince il premio Robert F. Kennedy Human Rights Award per "essersi impegnata nel far riconoscere il diritto dei bambini dominicani di origine haitiana ad avere un nome e una nazionalità e per il rispetto dei diritti fondamentali degli immigrati haitiani nella Repubblica Dominicana".
Nel 2010 viene fregiata dal Dipartimento di Stato degli Stati Uniti d'America del premio International Women of Courage Award 2010.

## Morte
Il 4 dicembre 2011, Pierre muore all'età di 48 anni per un attacco di cuore mentre viene trasportata d'urgenza all'ospedale di Villa Altagracia.

## Premi
- 2003 - Premio Ginetta Sagan Fund[8]
- 2006 - Premio Robert F. Kennedy Human Rights Award[1][10]
- 2008 - Medaglia Giuseppe Motta
- 2010 - Premio International Women of Courage Award[11]